# Polla avellana
Polla avellana là một loài bướm đêm trong họ Geometridae.